# Classe Brave
Le motocannoniere della Classe Brave sono state delle unità litoranee di attacco veloce realizzate dalla Vosper per la Royal Navy che sono state la base per una serie di unità navali destinate al mercato di esportazione.

## Danimarca
La marina danese acquistò sei di queste unità navali denominate Classe Søløven armate di due cannoni Bofors da 40 mm e quattro siluri. Le prime due unità, Søløven eSøridderen costruite dalla Vosper e le altre su licenza Vosper in Danimarca. La capoclasse Søløven costruita con fondi USA con designazione USA PT-821. Tutte le unità sono state collocate in riserva nel 1988, messe in disarmo nel 1990 e radiate nel 1992.
| Nome       | Distintivo ottico | Impostazione     | Varo            | Entrata in servizio | Disarmo            |
| ---------- | ----------------- | ---------------- | --------------- | ------------------- | ------------------ |
| Søløven    | P-510             | 27 agosto 1962   | 19 aprile 1963  | 12 febbraio 1965    | 5 luglio 1990      |
| Søridderen | P-511             | 4 ottobre 1962   | 22 agosto 1963  | 10 febbraio 1965    | 5 luglio 1990 1990 |
| Søbjornen  | P-512             | 9 luglio 1963    | 19 agosto 1964  | 20 ottobre 1965     | 5 luglio 1990 1990 |
| Søhesten   | P-513             | 5 settembre 1963 | 31 marzo 1965   | 21 giugno 1966      | 5 luglio 1990 1990 |
| Søhunden   | P-514             | 18 agosto 1964   | 12 gennaio 1966 | 20 dicembre 1966    | 5 luglio 1990 1990 |
| Søulven    | P-515             | 30 marzo 1965    | 27 aprile 1966  | 17 maggio 1967      | 5 luglio 1990 1990 |

## Libia
Praticamente sconosciuta ai più, con un ruolo marginale anche nella marina in cui veniva usata circa 20 anni fa, la Classe Susa di motocannoniere missilistiche era stata costruita in Gran Bretagna, con un ridotto dislocamento, per la marina libica. Essa era probabilmente con un dislocamento di circa 100-130 ton, molto veloce e piccola, e merita una nota l'armamento di cui era dotata, con 2 cannoni da 40 mm Bofors, forse del vecchio tipo L60, 1 a prua e 1 a poppa, il meglio che si potesse fare per unità tanto piccole, ma soprattutto la batteria di missili.
Questi erano costituiti da 16 SS.12 francesi, ciascuno era ovviamente piccolo ma nondimeno conferiva una potenza considerevole alla piccola unità in parola, con una gittata di 8 km, velocità subsonica bassa, testata da 29 kg semiperforante. Sommando tutte le testate, si arrivava a circa 450 kg. La potenza di ciascun missile filoguidato SS.12 era tale da mettere KO navi nemiche di piccola taglia, per cui essi potevano essere considerati l'alternativa a basso aggravio di peso a cannoni da 57–76 mm (ciascun SS-12 pesava circa 90 kg).
Le altre unità della marina libica, come le Combattante, le Osa, le Corvette Fincantieri, erano ovviamente agevolmente capacità di oscurare queste piccole unità, nondimeno interessanti per le soluzioni adottate onde dar loro un'elevata potenza di fuoco.